# Беніца (комуна)
Беніца (рум. Bănița) — комуна у повіті Хунедоара в Румунії. До складу комуни входять такі села (дані про населення за 2002 рік):
- Беніца (837 осіб) — адміністративний центр комуни
- Крівадія (177 осіб)
- Мерішор (349 осіб)

Комуна розташована на відстані 249 км на північний захід від Бухареста, 54 км на південний схід від Деви, 132 км на північ від Крайови.

## Населення
За даними перепису населення 2002 року у комуні проживали 1363 особи.
Національний склад населення комуни:
| Національність | Кількість осіб | Відсоток |
| -------------- | -------------- | -------- |
| румуни         | 1348           | 98,9%    |
| угорці         | 14             | 1,0%     |
| італійці       | 1              | 0,1%     |

Рідною мовою назвали:
| Мова      | Кількість осіб | Відсоток |
| --------- | -------------- | -------- |
| румунська | 1349           | 99,0%    |
| угорська  | 14             | 1,0%     |

Склад населення комуни за віросповіданням:
| Релігія        | Кількість осіб | Відсоток |
| -------------- | -------------- | -------- |
| православні    | 1283           | 94,1%    |
| п'ятдесятники  | 46             | 3,4%     |
| римо-католики  | 10             | 0,7%     |
| греко-католики | 10             | 0,7%     |
| баптисти       | 8              | 0,6%     |
| адвентисти     | 3              | 0,2%     |
| реформати      | 2              | 0,1%     |
| атеїсти        | 1              | 0,1%     |